# Řád práce
Řád práce bylo československé státní vyznamenání založené vládním nařízením číslo 30/1951 Sb. udělované v době nesvobody, v letech 1948-1989.

## Vládní nařízení číslo 30/1951Sb.
Vládní nařízení číslo 30/1951 Sb. stanovilo, že Řád práce se propůjčuje za významné pracovní výsledky na poli hospodářském, zejména v průmyslu, zemědělství, dopravě nebo obchodu, ve státní nebo jiné veřejné službě, za zvláštní úspěchy ve vědecké, výzkumné nebo jiné kulturní činnosti nebo za technická zlepšení a vynálezy velkého hospodářského významu anebo za zásluhy o zvýšení obranné schopnosti armády.  
Mohl být udělen i posmrtně.
Propůjčoval se fyzickým i právnickým osobám, podnikům a organizacím.

## Popis řádu
Řád Práce je pěticípá rudě smaltovaná hvězda o průměru 48 mm, položená na ozubeném kole o průměru 40 mm. Uprostřed hvězdy je nesmaltovaný terč o průměru 18 mm a na něm nápis "Čest práci", dvě lipové ratolesti a za nimi vycházející slunce. Na obvodu ozubeného kola je plasticky znázorněn věnec z klasů. Na rubu řádu jsou uprostřed hvězdy na terči, lemovaném vavřínovými ratolestmi, srp a kladivo, písmena ČSR (do roku 1960, později ČSSR) a matriční číslo. Řád je ražen ze stříbra. Stříbrným závěsným kroužkem je zavěšen na stuze 38 mm široké a 55 mm dlouhé; stuha je modrá (barvy pracovního obleku) s 15 mm širokým světlemodrým pruhem uprostřed. 
K řádu ČSR obdržel vyznamenaný velký dekret a řádovou knížku jako doklad k nošení řádu. K řádu ČSSR obdržel vyznamenaný většinou už jen velký dekret. Dekrety podepisoval prezident, předseda vlády, nebo případně nějaký ministr. 
Bylo uděleno 8876 řádů, poslední byl předán jako dar Národnímu muzeu. Další řády s vyššími čísly, které již byly vyrobeny, byly odprodány mezi sběratele. 

## Kontroverzní osoby vyznamenané řádem práce
- Gusta Fučíková
- Marie Zápotocká
- Marie Kabrhelová
- Oldřich Švestka
- Bohuslav Chňoupek
- Rudolf Hegenbart
- Martin Dzúr
- Milán Václavík
- Viliam Šalgovič
- Josef Větrovec

## Zrušení Vládního nařízení číslo 30/1951Sb.
Zákon č. 404/1990 Sb. (Zákon o státních vyznamenáních České a Slovenské Federativní Republiky) §17, odstavec 8 zrušil vládní nařízení č. 30/1951 Sb., kterým se zakládají řády a vyznamenání a upravuje udělování čestného titulu "Hrdina práce", ve znění vyhlášky č. 41/1951 Sb. a zákona č. 38/1977 Sb.,